# Bandeira da Puntlândia
A bandeira estadual da Puntlândia, um estado autônomo no nordeste da Somália, foi adotada em 22 de dezembro de 2009.

## História
A Puntlândia inicialmente usou uma variação da bandeira da Somália como sua bandeira provincial. Em 22 de dezembro de 2009, o parlamento regional apresentou uma nova bandeira estadual. O desenho da bandeira foi decidido por uma comissão composta por autoridades governamentais e intelectuais locais.

## Cores e simbolização
A bandeira da Puntlândia é composta por três cores: branco, azul e verde.
- Acima: a faixa azul com a estrela branca no centro simboliza a bandeira da Somália
- Centro: a faixa branca no centro representa paz e estabilidade na região
- Embaixo: a faixa verde simboliza a riqueza natural do estado da Puntlândia, na Somália

## Bandeiras históricas

Bandeira usada entre 23 de julho de 1998 a 22 de dezembro de 2009

## Bandeiras diferentes

Bandeira a Puntlândia usada antes de dezembro de 2009 (a mesma que a bandeira da Somália)
O brasão de armas da Puntlândia
Bandeira atribuída a Puntlândia Ocidental, uma área semi-autônoma no distrito de Galcaio, anteriormente conhecida como Tanadlândia